# 焼ならし
焼ならし（やきならし、英語: normalizing）とは、鋼を所定の高温まで加熱した後、一般には空冷で冷却して、金属組織の結晶を均一微細化させて、機械的性質の改善や切削性の向上を行う熱処理
。焼きならし、焼き準し（やきならし）、焼準（しょうじゅん）とも表記する。
本記事では日本工業規格、学術用語集に準じて、「焼ならし」の表記で統一する。

## 目的
焼ならし処理により以下のような改善が得られる。

### 組織の均一微細化

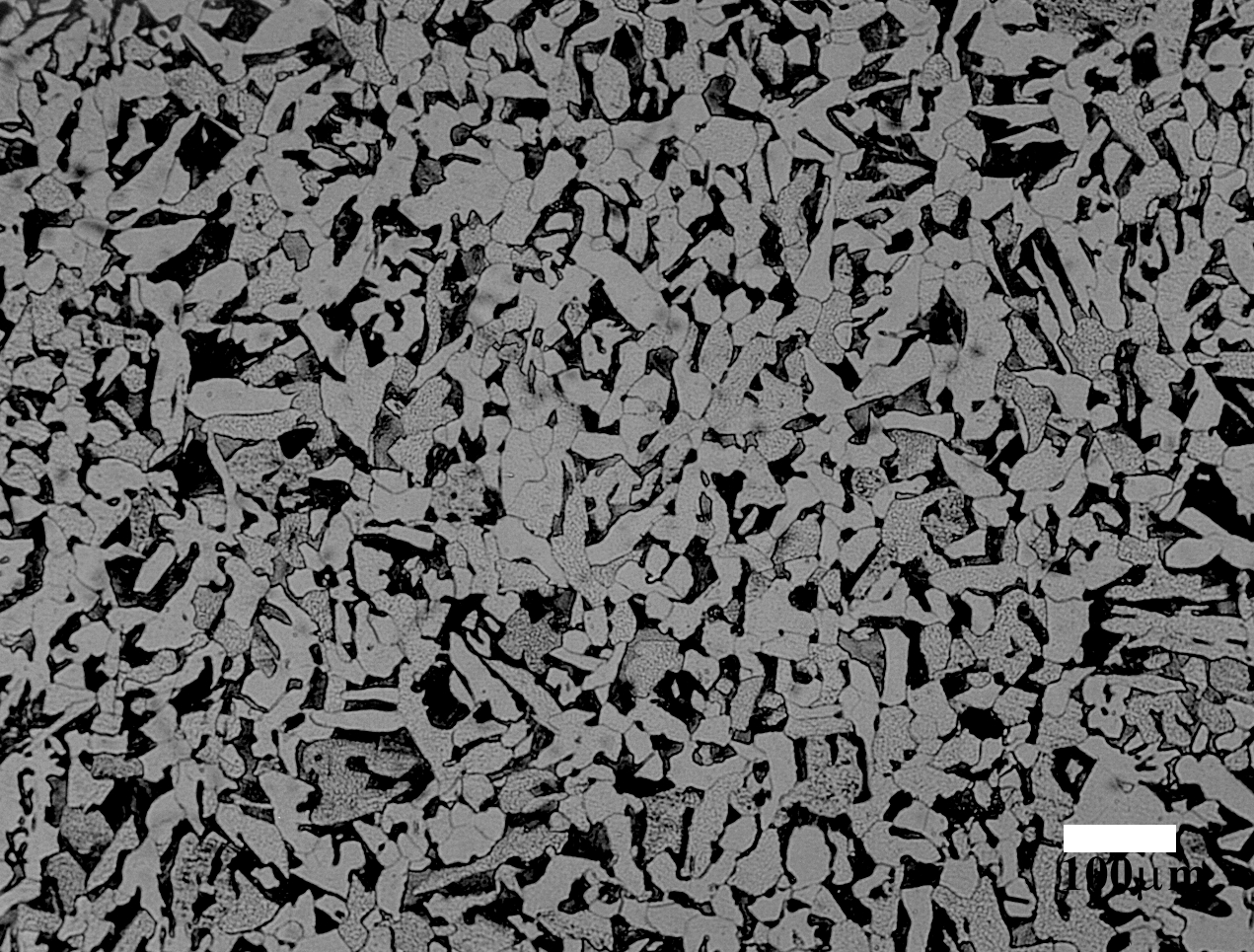
ASTM A285鋼のフェライト・パーライト組織拡大写真、炭素含有量は0.18%のもの
薄い灰色部：フェライト、濃い灰色部：パーライト

鉄鋼製部品の材料となる鋼材は、鋳造、鍛造、圧延で造られる。しかし、鋳造によるものは冷却および凝固速度が場所によって不均一なため、鍛造あるいは圧延によるものは肉厚不同や熱間加工終了温度の部分的不同のため、過熱異常組織や炭化物の部分的凝集、結晶粒の粗大化や不均一が発生する。焼ならしでは、このような材料に対して所定の処理を行うことにより、組織全体で成分を均一化させ結晶粒を微細化させる。
「鋼を標準状態に戻す処理」という意味合いから、焼準という字が当てられるとされるが、得られる組織は鋼の標準組織ではない。鋼の標準組織を得ることができる熱処理は、焼なましの一種である完全焼なまし処理などである。焼ならしで得られる均質微細な組織は焼ならし組織と呼ぶ。
室温の鋼の標準組織は、亜共析鋼ではフェライト+パーライト、共析鋼ではパーライトのみ、過共析鋼ではパーライト+セメンタイトで構成される。このパーライトはフェライトとセメンタイトが微視的に層状に並ぶ混合組織である。一方、焼ならし組織は、基本的な組織は標準組織と同じだが結晶粒が微細化されており、特にパーライトは電子顕微鏡でないと層状であることが確認できないような微細パーライトと呼ばれる組織になる。

### 機械的性質の改善
鋳造、鍛造、圧延で造られ、上記で述べたような不均一組織を持つ鋼材を焼ならしすると、引張強さ、降伏点、伸び、絞り、衝撃値などの機械的性質が向上する。焼なましが鋼を軟らかくする処理で、焼入れが鋼を硬くする処理であるのに対して、焼ならしは鋼にある程度の硬さと粘り強さを与える処理と言われる。
特に、機械的性質の改善の内、引張強さの向上はそれほどではないが、衝撃特性はかなり改善される。焼ならしをしたものと鍛造、圧延のままのものを比較すると、それぞれが同じ引張強さでも焼ならし品の方が耐衝撃性が優秀である。
熱処理後の鋼の機械的性質は炭素含有量の影響が特に大きい。例として、鋼焼ならし後の機械的性質推定式を以下に示す。適用範囲は炭素含有量 0.20 - 0.65%、マンガン含有量 0.50 -0.90% の範囲における鋼である。
{\displaystyle \sigma _{B}=0.36\times C+0.006\times C\times Mn+0.02\times Mn+32}
{\displaystyle \delta =380/C+0.0022\times C\times Mn+17.6}
{\displaystyle HB=1.1\times C+0.018\times C\times Mn+0.04\times Mn+86}
ここで、σB は引張強さ(kg/mm2)、δ は伸び(%)、HB はブリネル硬さで、C と Mn はそれぞれ炭素およびマンガン含有量(%)を100倍にした値である。
鋼の内の低炭素鋼や一部の低炭素合金鋼は、炭素含有量が少ないため焼入れを行っても硬さがあまり向上しない。そのため焼入れよりも焼ならしが適用される場合が多い。一般構造用圧延鋼材などがその代表的例である。
大型の鋳造品、鍛造品は、機械的性質を改善するために、焼ならしか焼なましを必ず行う。特に大型の鍛造品は、質量効果などの点から焼入焼戻しを行うのが難しく、焼ならしを行う場合が多い。

### 残留応力の除去
鋳造、鍛造で発生した鋼材の大きな冷却ひずみを焼ならしにより除去できる。ただし、焼入れと異なり変態応力（焼入れ#焼入応力参照）は発生しないが、焼ならし空冷による新たな熱応力は発生する。この残留応力を避けるために、後述の二段焼ならしを行ったり、焼ならし後に応力除去焼なましを実施したりもする。
残留応力がある状態で加熱すると組織の再結晶化が起こり、結晶粒の粗大が発生して機械的性質が悪化する。引張の残留応力だと疲労限度を低下させるなどの影響もある。

### 被削性の向上
被削性の向上には通常は完全焼なましが施されるが、低炭素鋼に完全焼なましを施すと、軟らか過ぎで、切削加工時にむしれが生じて切削面が荒れてしまう場合がある。そのため被削性の向上には、低炭素鋼には焼ならしを施すのが適切とされる。また、中炭素鋼には完全焼なましが、高炭素鋼には球状化焼なましが適切とされる。

### 焼入れ前処理
焼ならしによる均一な組織は、焼入れの際のオーステイナイト化を促進するので焼入れ性の向上にも貢献する。そのため焼入れ前処理として行われる場合もある。ただし、高合金鋼や工具鋼のような高級鋼で行われるが、それ以外では一般的ではない。
焼入れにより発生する欠陥の1つである加工品の変形に対しても、焼ならしを事前に行ったものは、鍛造ままのものなどに比べて、結晶粒の微細化により変形を小さくできる。

## 方法

### 加熱・温度保持
焼ならしは、鉄-炭素系平衡状態図のA3線あるいはAcm線上、すなわちオーステナイト組織の状態で十分保持した後、空気中で十分に冷却して行われる。保持温度は、A3線、Acm線より約40-60℃ほど高い状態で保持する。
所定温度まで加熱後の温度保持時間は、他の熱処理と同様に、熱処理品の中心含めて全体が十分に保持温度となるように設定する。伝熱を考慮して、保持時間は急な昇温の場合は長めに、ゆっくりの昇温の場合は短めに調整される。

### 冷却
保持後は炉より出して空中放冷でやや速めの冷却を行う。炉冷などよりも冷却速度を高めることで、粗大なポリゴナルフェライトの発生が抑えられ、微細パーライト組織を得ることができる。通常は静かな大気中で行うが、大型の加工品の場合は冷えづらいのでファンなどで強制空冷したり、逆に小型のものは冷え過ぎるのでカバーをかけてゆっくり空冷させるなどの工夫を行う。冷却速度の調整のために、大型品に水による噴霧冷却を採用するなどの例もある。高合金鋼では空冷でも焼きが入ってしまう。そのため高合金鋼に焼入れ前処理として焼ならしを行う場合は、常温まで冷却し終える前に、約400℃まで冷却したら再度加熱して焼入れ作業に移る。
冷却の仕方を工夫した焼ならし方法として、二段焼ならし、等温焼ならしがある。二段焼ならしは、約550℃のAr1線を通過後に、空冷から炉冷や灰中冷却などの徐冷に切り替える方法で、パーライト変態が完了した途中から徐冷にすることで全体を均一に冷やして、熱応力による残留ひずみを軽減させる目的で行われる。内外で冷却速度に差が発生しやすい大型の加工品に適用される。
等温焼ならしは、約550 - 600℃のTTT図における鼻の温度まで冷却させた後、一端温度を保持して、等温変態でパーライト化完了させて、再度常温まで空冷する方法。多少硬めのパーライト組織が得られ、低炭素鋼の被削性向上のために適用される。サイクルアニーリング(cycle annealing)とも呼ぶ。
1回の焼ならしでは効果不十分なときは焼ならしを2回繰り返す二重焼ならしあるいはダブル焼ならしと呼ばれる方法もある。1回目の焼ならしは組織の均一化をねらって通常よりもやや高めの温度から焼ならしをして、2回目は結晶粒の微細化をねらって通常の温度から焼ならしする。
冷却が早すぎるなどで硬過ぎる材質となった場合は、焼ならし後に焼戻しを行う。焼ならしで発生した残留応力の除去にも利用される。このような処理をノルテン(normalize-temper)などと呼ぶ。

鉄-炭素系平衡状態図

## 加工欠陥
焼ならしによる欠陥には、酸化によるスケール、脱炭などがある。酸化と脱炭を完全に防止するには鋼と化学反応しない中性ガスで加工品を加熱する方法が必要になる。また、急激な昇温を行うと、加工品内で温度差ができて熱応力により割れが発生することもある。このため、大型加工品や複雑な形状の加工品は階段状に昇温するなどの工夫が取られる。以上の欠陥はいずれも加熱に伴うもので、誤れば焼入れや焼なましなどでも同様に発生し得る。
一方で、焼入れと異なりマルテンサイト変態や急激な冷却が必須ではないので、焼ならしは冷却時の焼割れや焼曲りの危険が少ないという利点がある。